# Chrysis asiatica
Chrysis asiatica es una especie de avispa del género Chrysis, familia Chrysididae. Fue descrita por Radoszkowski en 1889. Se encuentra en Uzbekistán.